# 川島章正
川島 章正（かわしま あきまさ、1950年9月8日 - ）は、日本映画の編集技師。東京都昭島市出身。

## 来歴
アメリカの兵隊たちと一緒に小さい頃からアメリカの映画を見て育ち、高校生時にはヨーロッパ映画も見るようになった。最初はプロデューサーになりたいと思っていたが、恩師から「君は編集が合っている」と言われたことなどを経て、編集は第2の演出だと知って編集を選んだという。
1972年に日活撮影所編集部に入社。1981年の『の・ようなもの』（森田芳光監督）でエディターデビュー。1995年よりフリーランス。
1987年の『野性の証明』ではチーフとして参加し、編集室に寝泊まりして帰宅できないなど凄く大変な思いをしたので、他の作品ではもう大変だと感じなくなった。1992年の『いつかギラギラする日』では何度もの推敲を経たロックシーンの編集を深作欣二監督に一言褒められ、直しがなかったことが嬉しかった。やっと一人前になれたと意識できたのは、1998年の『愛を乞うひと』だという。

## 主な作品

### テレビ
- 刑事物語'85（1985年）
- あぶない刑事（1986年 - 1987年）
- あきれた刑事（1987年 - 1988年）
- 生命燃ゆ 妻よ娘よ、わが人生に悔いなし（1992年）
- はぐれ刑事純情派第9シリーズ（1996年）

### 映画
| 公開年 | 作品名                                 | 担当 | 監督       |
| ------ | -------------------------------------- | ---- | ---------- |
| 1980年 | 妻たちの性体験 夫の眼の前で、今…       | 編集 | 小沼勝     |
| 1981年 | 見せたがる女                           | 編集 | 小沼勝     |
| 1981年 | 女教師 汚れた放課後                    | 編集 | 根岸吉太郎 |
| 1981年 | 単身赴任 情事の秘密                    | 編集 | 白井伸明   |
| 1981年 | 狂った果実                             | 編集 | 根岸吉太郎 |
| 1981年 | 女教師のめざめ                         | 編集 | 藤井克彦   |
| 1981年 | 宇能鴻一郎の開いて写して               | 編集 | 西村昭五郎 |
| 1981年 | ズームアップ 暴行白書                  | 編集 | 藤井克彦   |
| 1981年 | 天使のはらわた 赤い淫画                | 編集 | 池田敏春   |
| 1982年 | キャバレー日記                         | 編集 | 根岸吉太郎 |
| 1982年 | （本）噂のストリッパー                 | 編集 | 森田芳光   |
| 1983年 | ピンクカット 太く愛して深く愛して      | 編集 | 森田芳光   |
| 1983年 | 家族ゲーム                             | 編集 | 森田芳光   |
| 1984年 | 人魚伝説                               | 編集 | 池田敏春   |
| 1984年 | メイン・テーマ                         | 編集 | 森田芳光   |
| 1985年 | 魔性の香り                             | 編集 | 池田敏春   |
| 1986年 | ウホッホ探険隊                         | 編集 | 根岸吉太郎 |
| 1987年 | アラカルト・カンパニー                 | 編集 | 太田圭     |
| 1988年 | ・ふ・た・り・ぼ・っ・ち・             | 編集 | 榎戸耕史   |
| 1989年 | 人間の砂漠                             | 編集 | 斎藤耕一   |
| 1990年 | BEST GUY                               | 編集 | 村川透     |
| 1991年 | MISTY                                  | 編集 | 池田敏春   |
| 1992年 | 未来の想い出 Last Christmas            | 編集 | 森田芳光   |
| 1992年 | いつかギラギラする日                   | 編集 | 深作欣二   |
| 1993年 | ヌードの夜                             | 編集 | 石井隆     |
| 1994年 | ヒーローインタビュー                   | 編集 | 光野道夫   |
| 1995年 | RAMPO                                  | 編集 | 奥山和由   |
| 1995年 | GONIN                                  | 編集 | 石井隆     |
| 1995年 | 学校の怪談                             | 編集 | 平山秀幸   |
| 1996年 | 大統領のクリスマスツリー               | 編集 | 奥山和由   |
| 1996年 | 学校の怪談2                            | 編集 | 平山秀幸   |
| 1997年 | 学校の怪談3                            | 編集 | 金子修介   |
| 1998年 | 愛を乞うひと                           | 編集 | 平山秀幸   |
| 1998年 | 黒の天使 Vol.1                         | 編集 | 石井隆     |
| 1999年 | 金融腐蝕列島〔呪縛〕                   | 編集 | 原田眞人   |
| 2000年 | 千里眼                                 | 編集 | 麻生学     |
| 2001年 | 大河の一滴                             | 編集 | 神山征二郎 |
| 2002年 | OUT                                    | 編集 | 平山秀幸   |
| 2003年 | 魔界転生                               | 編集 | 平山秀幸   |
| 2003年 | 嗤う伊右衛門                           | 編集 | 蜷川幸雄   |
| 2003年 | 青の炎                                 | 編集 | 蜷川幸雄   |
| 2003年 | 赤い月                                 | 編集 | 降旗康男   |
| 2004年 | 娘道成寺 蛇炎の恋                      | 編集 | 高山由紀子 |
| 2005年 | フライ、ダディ、フライ                 | 編集 | 成島出     |
| 2006年 | 手紙                                   | 編集 | 生野慈朗   |
| 2006年 | 蒼き狼 〜地果て海尽きるまで〜          | 編集 | 澤井信一郎 |
| 2007年 | やじきた道中 てれすこ                  | 編集 | 平山秀幸   |
| 2008年 | おくりびと                             | 編集 | 滝田洋二郎 |
| 2008年 | 蛇にピアス                             | 編集 | 蜷川幸雄   |
| 2009年 | 釣りキチ三平                           | 整音 | 滝田洋二郎 |
| 2009年 | ヴィヨンの妻 〜桜桃とタンポポ〜        | 編集 | 根岸吉太郎 |
| 2009年 | わたし出すわ                           | 編集 | 森田芳光   |
| 2010年 | 桜田門外ノ変                           | 編集 | 佐藤純彌   |
| 2010年 | 武士の家計簿                           | 編集 | 森田芳光   |
| 2010年 | 僕達急行 A列車で行こう                 | 編集 | 森田芳光   |
| 2015年 | 海難1890                               | 編集 | 田中光敏   |
| 2018年 | こどもしょくどう                       | 編集 | 日向寺太郎 |
| 2020年 | 天外者                                 | 編集 | 田中光敏   |
| 2021年 | 名医死す〜感染症と闘った藤野昌言物語〜 | 編集 | 松村克弥   |

## 受賞歴
- 第15回日本アカデミー賞最優秀編集賞[3]
- 第17回日本アカデミー賞優秀編集賞
- 第19回日本アカデミー賞優秀編集賞[4]
- 第22回日本アカデミー賞最優秀編集賞[5]
- 第23回日本アカデミー賞最優秀編集賞[6]
- 第32回日本アカデミー賞最優秀編集賞[7]
- 第33回日本アカデミー賞優秀編集賞[8]
- 第39回日本アカデミー賞優秀編集賞（2015年、『海難1890』）[9]
- 2010年、芸術選奨文部科学大臣賞